# Jacques Dhont
 (septembre 2014).
Jacques Dhont, dit "Thierry", né à Lille (Nord) le 7 avril 1907 et décédé le 1er octobre 1977 à Paris, fut un dirigeant régional du mouvement de Résistance Combat, sous l'occupation allemande, pendant la Seconde Guerre mondiale.
Il a épousé Jeannine Michelle Carlini dont il avait fait la connaissance à la fin de l'occupation à Pau.

## Biographie

### Zone Nord
En avril 1941, Dhont publicitaire habite Paris. Signalé à Henri Frenay par un des premiers militants de Marseille, Robert Dupleix, Dhont entre au groupe parisien du Mouvement de libération nationale. Il est un des fondateurs à Paris du journal clandestin Les Petites Ailes de France. À Robert Guédon, il présente son ami Maurice Bourdet.

### Zone Sud
En février 1942, recherché par la Geheime Feldpolizei, Dhont se réfugie en zone non-occupée où il apprend à Frenay le démantèlement de Combat Zone Nord. Frenay nomme Dhont adjoint d'André Hauriou chef de Combat à Toulouse. Inconnu à Toulouse, Dhont est la doublure d'Hauriou, juriste de renom, personnalité locale trop connue qui ne peut se compromettre dans la clandestinité. En juillet 1942, se réunissent autour d’Henry Frenay chez Charles d'Aragon, responsable du Tarn, outre les membres du comité directeur de Combat, Marcel Peck, Henri Aubry, René Courtin, Edmond Michelet, Hauriou et Dhont. La réunion a pour but une éventuelle fusion des grands mouvements de résistance, Combat, Libération-Sud, Franc-tireur, la création d’une force militaire commune et aussi de définir les objectifs que Combat devait proposer pour l’après libération. Un manifeste, Combat et Révolution, est rédigé par Frenay, Hauriou et Claude Bourdet.
En janvier 1943, Combat, Libération et Franc-tireur fusionnent dans les Mouvements unis de la Résistance (MUR). Alors membre du comité directeur de Combat, Dhont devient chef régional des MUR de la région R4.

### Afrique du Nord
En 1944, victime d'une campagne de calomnies orchestrée par le parti communiste, il est remplacé par Francois Verdier. Dhont rejoint Frenay en AFN, via l'Espagne et Gibraltar. Il arrive à Alger le 22 avril. Écœuré, il se tient à l'écart de toute action politique.
Mobilisé à Alger en août 1944 à la demande du Commissariat aux affaires sociales, il travaille en qualité de Délégué Général de la Croix Rouge Française. En 1945, il devient Attaché à la direction générale pour les services d’outre-mer. À ce titre, il effectuera différentes missions, notamment en Indochine.
En 1952, il rejoint le Ministère de la France d’outre-mer en qualité de Chef de service des affaires sociales de la Côte d’Ivoire.
De retour à Paris en 1954, il devient avec sa femme, galeriste et éditeur d’art.

## Distinctions
- Officier de la Légion d'honneur.
- Croix de guerre 1939-1945 avec palmes.
- Médaille de la Résistance.

### Citation
Citation du décret portant nomination au grade de chevalier de la légion d’honneur:
DHONT Jacques, Commandant sous le nom de Didier Jacques aux Forces Françaises de l’Intérieur.
« Résistant de la première heure qui n’a pas cessé durant toute la durée de l’occupation de travailler à soutenir les énergies et courages défaillants. Fondateur en zone occupée, du journal clandestin Les Petites Ailes et échappé de justesse à l’arrestation générale des dirigeants de ce journal, se rallie, en zone Sud à Combat dont il devient l’un des chefs régionaux les plus actifs et les plus efficaces. Met sur pied l’organisation de la résistance dans la région de Toulouse, obtenant de magnifiques résultats surtout en ce qui concerne les évasions, les passages en Espagne, l’imprimerie et la diffusion de journaux clandestins. Devenu chef régional de Combat à Toulouse, puis chef du réseau Mithridate à Paris, s’est dépensé sans compter avec bravoure et sang-froid, échappant de nouveau d’extrême justesse à plusieurs reprises, aux recherches de la Gestapo qui le traquait personnellement, et rendant, au péril de sa vie les plus signalés services à la cause française. »